# René Hilsum
René Hilsum, né le 20 septembre 1895 à Paris, où il est mort le 14 avril 1990, est un éditeur dadaïste et surréaliste français.

## Biographie
René Hilsum est né rue Condorcet (9e arrondissement de Paris) d’une mère polonaise, et fréquente dans sa jeunesse le milieu russe de la capitale. Il a un frère, Charles Hilsum, qui deviendra président de la Banque commerciale de l'Europe du Nord.
Camarade de classe d'André Breton et de Théodore Fraenkel depuis la troisième, au collège Chaptal jusqu'au baccalauréat, René Hilsum y fonde une revue ronéotypée intitulée Vers l'idéal qui contient le premier poème publié d'André Breton.
Placé dans une maison de commerce, il y prépare la deuxième partie du baccalauréat et est admis en 1914. Il s'oriente alors vers des études de médecine. Pendant la Première Guerre mondiale, il est mobilisé comme médecin auxiliaire, dans le corps d'Ambulances Automobiles n°1 qui parcourt tout le front.
Il retrouve Breton au Val-de-Grâce pour suivre des cours de perfectionnement médical.
Le 10 janvier 1920, il ouvre la librairie Au sans pareil, qui deviendra l'éditeur des dadaïstes puis des surréalistes.

## Sources
- Pascal Fouché, Au Sans Pareil, Bibliothèque de Littérature française contemporaine de l'Université Paris 7, 1984 ;
- Michel Sanouillet, Dada à Paris, CNRS Éditions, 2005, p. 146.